# Zorzines luzonensis
Zorzines luzonensis är en fjärilsart som beskrevs av Sato 1990. Zorzines luzonensis ingår i släktet Zorzines och familjen nattflyn. Inga underarter finns listade i Catalogue of Life.